# Република (часопис)
Република је српски периодични часопис који излази од 1989. до 2015. у Београду.
Часопис је покренула група југословенских интелектуалаца, чланова удружења за југословенску демократску иницијативу. Периодични часопис је објавила задруга Res publica. Први главни уредник био је њен оснивач Небојша Попов до 2010. године, његов наследник је постао Златоје Мартинов, а један од чланова редакције био је Мирко Ђорђевић.